# Porta Murada
La Porta Murada és una porta fortificada de la vila de Santanyí (Mallorca) que formava part de l'antiga murada de la vila, construïda el segle xvi per defensar el poble dels atacs dels turcs. És l'única part del recinte murat que es conserva.

## Descripció
La porta té forma d'arc de mig punt, i està parcialment feta amb pedra de Santanyí. Damunt l'arc hi ha un escut presidit per un escrit de caràcter poètic. A l'interior de la murada, a la part esquerra, es troba un mural pintat dedicat a la Mare de Déu, que, al seu voltant, té dos canelobres per poder posar-hi espelmes. A la mateixa part esquerra també es pot apreciar un banc fet de la mateixa pedra que la porta, la pedra de Santanyí. Finalment, el que destaca més de tot l'interior d'aquesta fortificació és l'antiga presó, que actualment encara es conserva.

## Història
La Porta Murada és una de les portes de les antigues murades de Santanyí, un mur modest construït després que el 1531 un estol capitanejat pel corsari otomà Sinan el Juetí saquejàs la vila. Aquell mateix any, els batles i els jurats de Santanyí es varen manifestar dient que tenien intenció d'abandonar la vila si no es construïa una murada per protegir-se dels atacs dels turcs i moros. Demanaven amuradar tots els carres de fora la vila de bona paret igualant-la amb les parets de les cases, prou altes i fortificades, i d'aquesta manera tancar la vila. Tots els habitants de Santanyí estaven disposats a col·laborar amb aquesta fortificació, passant per alt les dificultats. Antoni Desí exposà a les Corts de Montsó que els turcs, comandats per Sinan el Juetí, havien robat saquejat la vila, capturant 54 persones i deixant la vila destruïda i (parcialment) despoblada. L'any 1546 va ser un altre cop fort per Santanyí, perquè una altra ràtzia robà en les millors possessions i també les millors cases de la vila. Per fer front en aquests atacs, finalment Santanyí construí la murada. L'aspecte actual de la Porta Murada és de 1571, després d'una tercera ràtzia.

## Usos

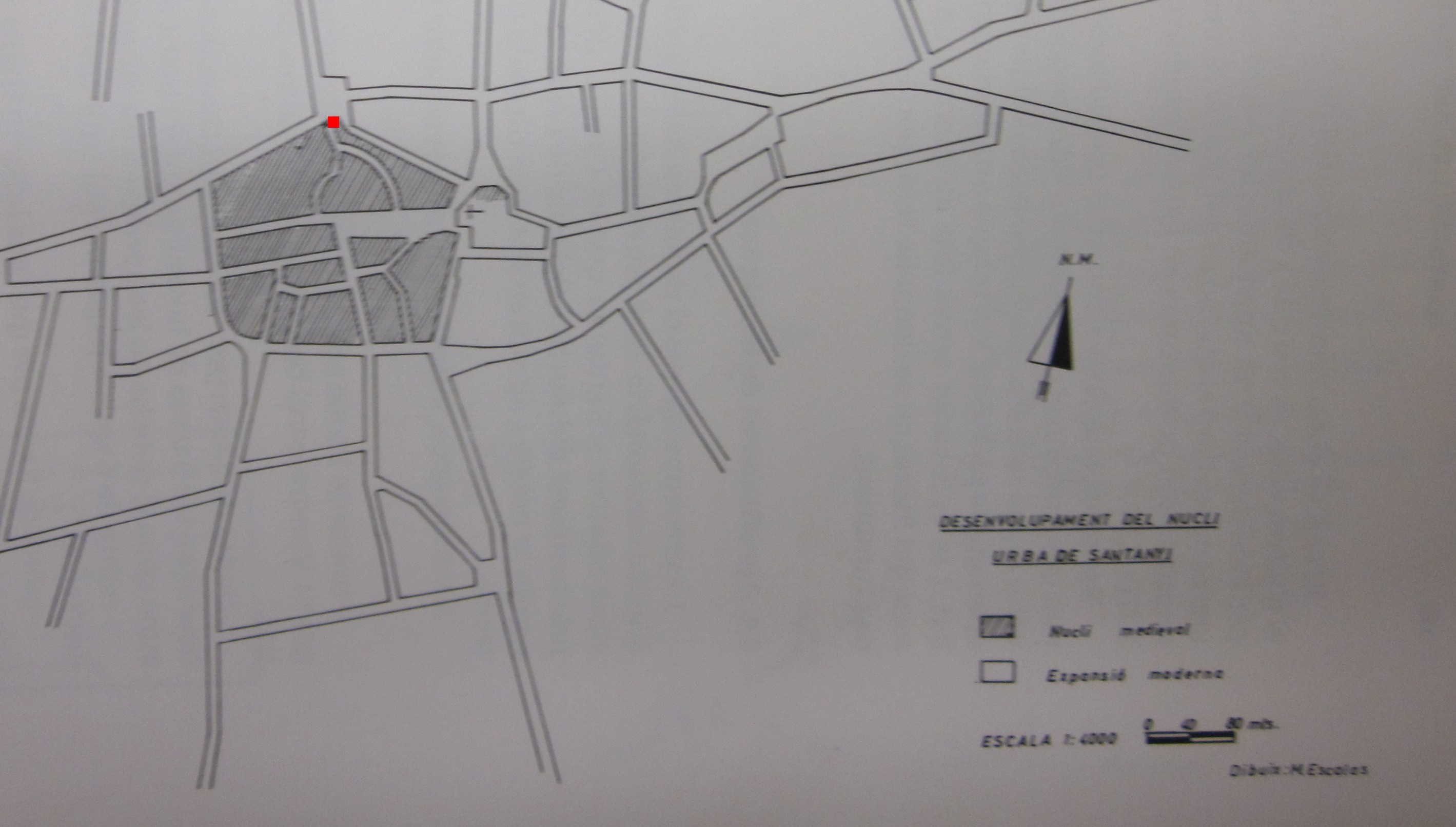
Pla històric de Santanyí

Antigament, la Porta Murada era una de les principals entrades d'una murada que envoltava el poble per protegir-se dels atacs pirates. L'antiga murada començava baixant el carrer Bisbe Verger, seguia pel carrer Rafalet, continuava pel carrer de la Pau, passant per davant la Rectoria i el Roser i finalment, acabava un altre pic a la Porta Murada. Aquest recinte murat es complementava amb una sèrie de torres que oferien protecció a les cases de fora el recinte. La presó de l'interior de la Porta servia per empresonar els delinqüents i els pirates derrotats, mentre que el terrat tenia la funció de vigilància i protecció.

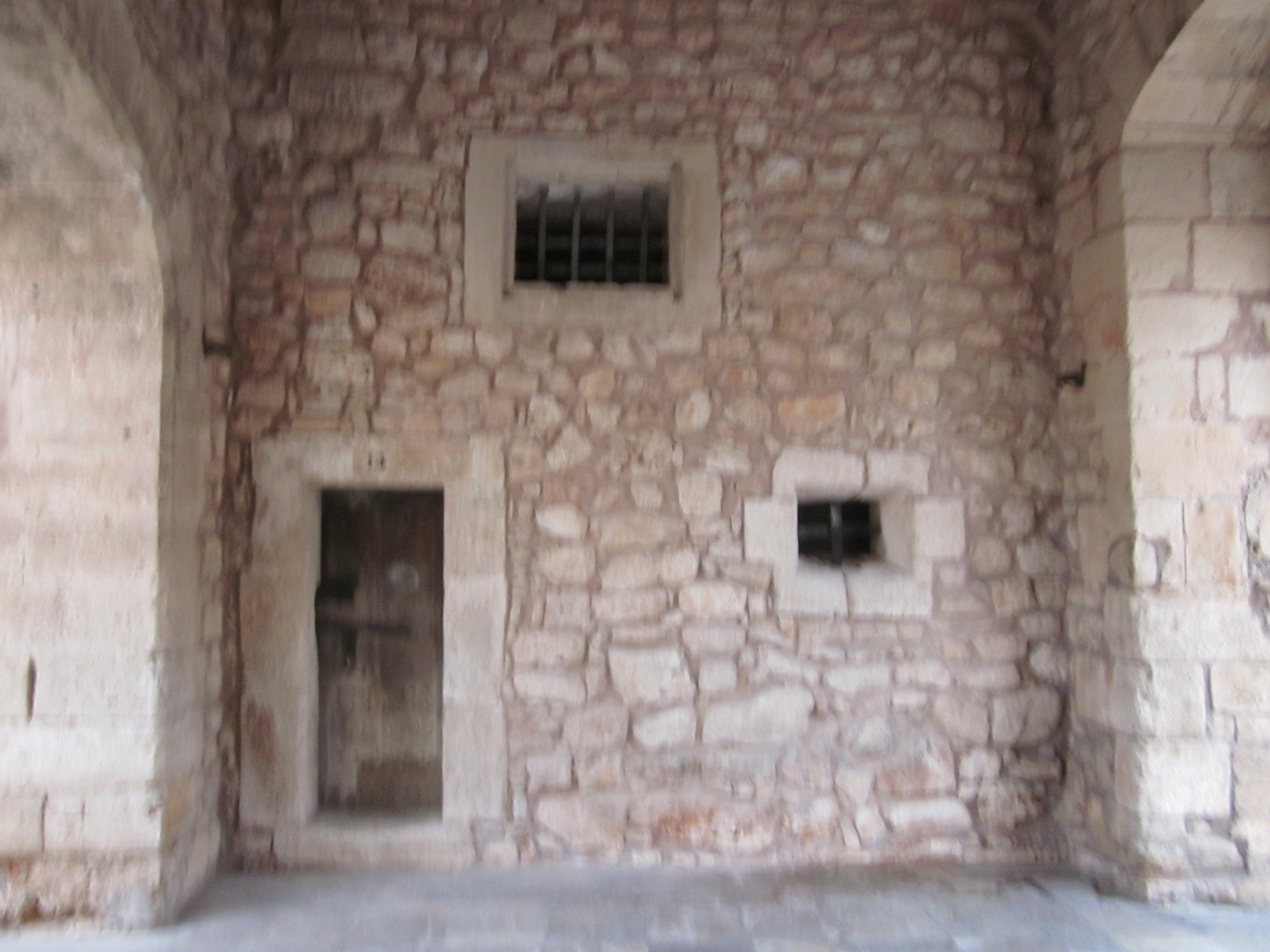
Interior

Fins no fa gaires anys (1980), la presó encara es feia servir com a tal. Actualment, la Porta Murada és un dels llocs de gran interès turístic dins el terme. A banda de la Porta Murada, de l'antiga murada no es conserva més que punts en concret, dels quals destaquen les restes de la murada al carrer de la Pau i també a la Rectoria. La resta de murada ha anat desapareguent per mor de la construcció de cases entorn del recinte.